# Heaven (canción de Avicii)
«Heaven» es el tercer sencillo póstumo del disc jockey sueco Avicii, con la participación aunque sin acreditar, del cantante inglés Chris Martin, vocalista de la banda británica Coldplay. La canción fue lanzada el 6 de junio de 2019, como el tercer sencillo del álbum de estudio póstumo de Avicii, Tim.

## Grabación
La canción fue grabada con Chris Martin en 2014, al mismo tiempo que hicieron «A Sky Full of Stars». Se estrenó por primera vez durante el set de Avicii en el Future Music Festival de 2015. Durante el período de 2014 hasta 2019, ha habido diferentes versiones de la canción circulando en la web.
En 2015, Avicii estrenó «Heaven» en el Ultra Music Festival de 2015 con un cantante completamente diferente, Simon Aldred, y dijo que pensaba que le hacía justicia a la pista. En 2016, Avicii trabajó en una versión de «Heaven» con el productor Carl Falk, con una nueva versión del cantante Simon Aldred y guitarras eléctricas agregadas a la pista. Avicii tocó esta versión de la pista durante el transcurso de 2016, hasta que se retiró. Antes de su muerte, finalmente decidió que quería lanzar la versión con Chris Martin en su lugar. La canción fue tocada en su memoria por Nicky Romero durante el Festival de Kingsland en 2018. Como dijo Nicky, Tim le envió una carpeta llena de música nueva, en su mayoría sin terminar pero que aún se puede usar para los shows. El 27 de mayo de 2018, la canción se filtró a través de airplay en NRJ Radio y en Soundcloud.
En abril de 2019, se anunció que el álbum Tim, en el que Avicii estaba trabajando antes de su muerte, incluiría «Heaven» dentro de su tracklist, dicho disco fue lanzado el 6 de junio de 2019.

## Vídeo musical
El vídeo lírico de la canción fue lanzado el 6 de junio de 2019. El videoclip oficial titulado "video tributo" (tribute video en inglés), usa clips antiguos de Avicii y fue lanzado el 24 de junio de 2019.

## Créditos y personal
Créditos adaptados de YouTube y Expressen.
- Avicii – Compositor, productor, bajo, teclados, programación de batería, programación.
- Chris Martin – voz, compositor, guitarra
- Simon Aldred – voz de la versión demo
- Carl Falk – coproductor, guitarra eléctrica (versión demo de 2016)
- Marcus Thunberg Wessel – ingeniero, asistente de mezclador
- Kevin Grainger – mezclador y masterización
- Julio Rodríguez Sangrador – asistente de mezclador y masterización
- Christopher Thordson – mánager
- Per Sundin – diseñador
- Neil Jacobson – diseñador
- Nick Groff – diseñador
- Johnny Tennander – diseñador

## Posicionamiento
| Lista (2019)                           | Mejor posición |
| -------------------------------------- | -------------- |
| Australia (ARIA)                       | 20             |
| Australia Dance (ARIA)                 | 3              |
| Austria (Ö3 Austria Top 40)            | 21             |
| Bélgica (Flandes) (Ultratop 50)        | 20             |
| Bélgica (Valonia) (Ultratop 50)        | 27             |
| Canadá (Canadian Hot 100)              | 38             |
| Croatia (HRT)                          | 75             |
| Denmark (Tracklisten)                  | 20             |
| Euro Digital Songs (Billboard)         | 5              |
| Finlandia (OFC)                        | 8              |
| France (SNEP)                          | 119            |
| Alemania (Media Control AG)            | 30             |
| Germany Dance (Official German Charts) | 3              |
| Greece (IFPI)                          | 25             |
| Ireland (IRMA)                         | 15             |
| Italy (FIMI)                           | 49             |
| Japón (Japan Hot 100)                  | 39             |
| Japan Hot Overseas (Billboard)         | 5              |
| Mexico Ingles Airplay (Billboard)      | 1              |
| Países Bajos (Dutch Top 40)            | 9              |
| Netherlands (Mega Top 50)              | 15             |
| Países Bajos (Mega Single Top 100)     | 16             |
| New Zealand (Recorded Music NZ)        | 32             |
| Norway (VG-lista)                      | 6              |
| Escocia (Scottish Singles Sales Chart) | 10             |
| Spain (PROMUSICAE)                     | 78             |
| Sweden (Sverigetopplistan)             | 2              |
| Suiza (Schweizer Hitparade)            | 11             |
| Reino Unido (UK Singles Chart)         | 20             |
| Estados Unidos (Billboard Hot 100)     | 83             |